# Royal Hearts
Royal Hearts (Brasil: Paixão Real) é um filme televisivo americano de romance de 2018 estrelado por James Brolin (que também dirigiu o filme), Cindy Busby e Andrew Cooper. Originalmente, foi ao ar em 24 de fevereiro de 2018 no Hallmark Channel.

## Sinopse
Enquanto crescia, Kelly Pavlik (Cindy Busby) sempre pensou que seguiria o caminho da família e se tornaria uma rancheira de Montana. Em vez disso, ela descobriu os romances e, com o mestrado em mãos, agora é professora assistente de literatura inglesa na Montana State University e foi convidada para ser professora em Oxford assim que obtiver seu doutorado. Isso colocou uma pequena distância entre ela e seu pai, agora viúvo, Hank Pavlik (James Brolin), que não se sente mais conectado a ela em seu caminho de vida que tomou outro rumo. Em parte por causa de suas más escolhas e em parte por causa de suas expectativas um tanto irreais, Kelly teve pouca sorte em sua vida amorosa, ela quer se apaixonar por um jovem elegante como em seus romances favoritos de Jane Austen. Eles são informados por um advogado chamado Grimsby (Howard Crossley) que Hank vai herdar a propriedade de um parente que ele nunca conheceu do principado da Europa Central de Merânia. Só quando Hank e Kelly chegam a Merânia para que Hank assine os papéis necessários é que Hank descobre que parte dessa herança é um título: Rei. Realmente não querendo nenhuma das coisas mencionadas e apenas querendo voltar para sua fazenda em Montana, Hank é colocado em um dilema quando é informado de que, sem um governante masculino (o que aconteceria se ele abdicasse), Merânia perderia sua independência ao ser anexada ao país vizinho, Angosia, como está escrito em suas respectivas constituições. No processo de tentar convencer Hank a ficar e ser rei até que uma solução possa ser encontrada para o melhor de todos os meravianos, incluindo ele mesmo, Kelly conhece Nik (Lachlan Nieboer), o rei de Angosia. Por haver uma atração mútua entre os dois, Kelly acredita que ela pode ter encontrado seu "Sr. Darcy" na forma de Nik, que a pede em casamento. O que Kelly não consegue ver imediatamente ao ter esse tipo de homem em mente é que ela não ama Nik e que ele não é tudo o que ele aparenta ser à primeira vista, ao passo que ela está verdadeiramente apaixonada por Alex - e ele apaixonado por ela também -, o rapaz do estábulo real que também não é tudo o que ele aparenta ser à primeira vista.[carece de fontes?]

## Elenco
- James Brolin como Hank Pavlik, um fazendeiro e herdeiro da coroa de Merânia[carece de fontes?]
- Cindy Busby como Kelly Pavlik, professora assistente e filha de Hank[carece de fontes?]
- Andrew Cooper como Alex, um rapaz do estábulo real que se torna o interesse amoroso de Kelly[carece de fontes?]
- Howard Crossley como o Sr. Grimsby, um homem que trabalha como advogado da Merânia[carece de fontes?]
- Martin Wimbush como Bosworth, um homem que serve como cavalheiro de honra para Hank[carece de fontes?]
- Lachlan Nieboer como Rei Nikolas, o governante de Angosia[carece de fontes?]
- Jeremy Colton como Ivan[carece de fontes?]
- Glynis Barber como Joan[carece de fontes?]
- Olivia Nita como Cecelia Petrov, uma mulher que trabalha como secretária particular de Hank[carece de fontes?]
- Christine Allado como Jasmine[carece de fontes?]
- Claudiu Trandafir como Karoly[carece de fontes?]
- Nicholas Aaron como Zeke[carece de fontes?]
- Jared Fortune como Craig[carece de fontes?]
- Oltin Hurezeanu como Conselheiro da Merânia[carece de fontes?]
- Ion Galma como pajem real[carece de fontes?]

## Produção
James Brolin foi escalado para o papel de Hank Pavlik com a condição de que ele também dirigisse o filme. Algumas das cenas deste filme foram filmadas na Romênia, que foi usada para retratar o país fictício de Merânia.